# The Women's Tour
Вуменс Тур (англ. The Women's Tour) — шоссейная многодневная велогонка, проходящая по территории Великобритании с 2014 года. Является женской версией мужской гонки Тур Британии.

## История

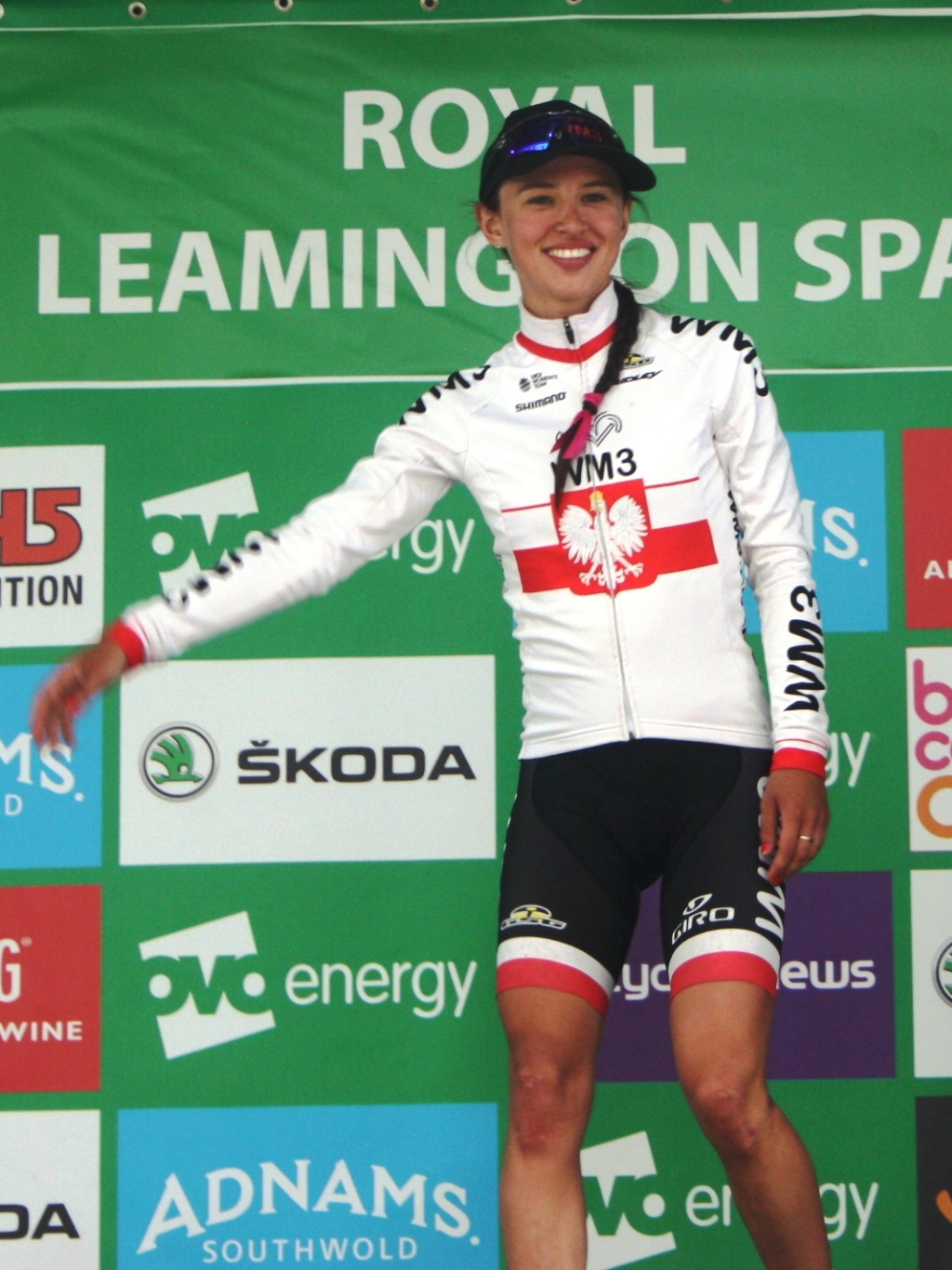
Победительница 2017 года Катажина Невядома с розовой лентой в косе

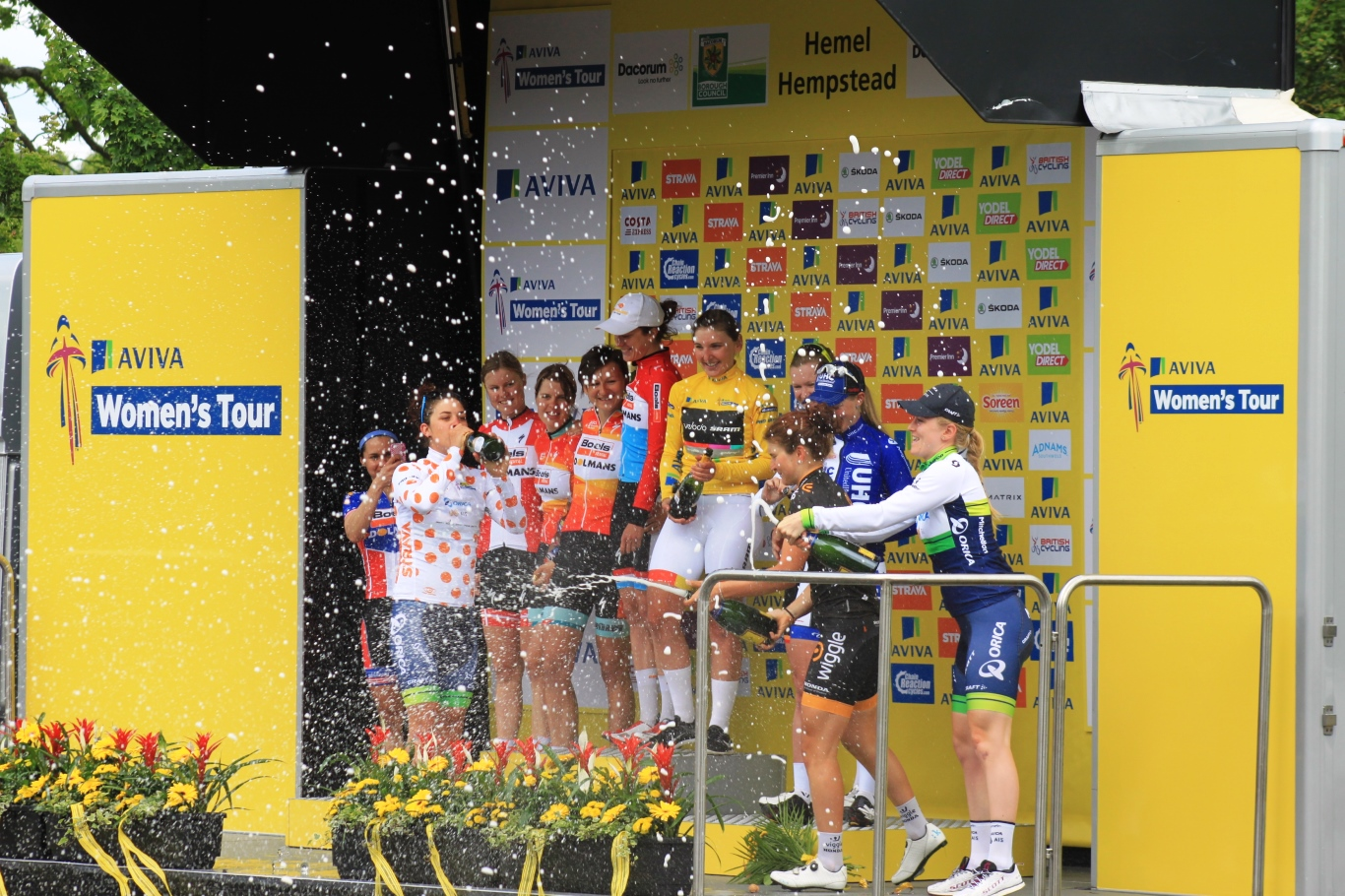
Итоговый подиум 2015 года

Истоки гонки восходят к 2010 году, когда SweetSpot (компания, стоящая за мужским Туром Британии) организовала свою первую женскую велогонку Horizon Fitness Grand Prix в Сток-он-Трент. То, что начиналось как мероприятие в поддержку мужской серии Tour Series — ведущей британской серии велогонок транслируемой по телевидению — превратилось в ключевую часть женских гонок в Великобритании благодаря телевизионному освещению на канале ITV4 в Великобритании и во всем мире. В 2018 году ведущие женские команды Великобритании впервые приняли участие во всей серии Tour Series.
На открытии Тура Британии 2013 года председатель правления SweetSpot Хью Робертс и директор Гай Эллиотт объявили о намерениях компании создать отдельную многодневную гонку для лучших велогонщиц мира в Великобритании — первое мероприятие такого рода.
В качестве прелюдии к первой гонке запланированной в 2014 году в последний день Тура Британии 2013 года в Лондоне была проведена женская однодневная гонка, которую выиграла Ханна Барнс. Как показала история, об аналогичном шаге SweetSpot проводить женскую однодневку во временя одноимённой мужской многодневки организаторы Тур де Франс и Вуэльта Испании объявили несколько месяцев спустя, создав соответственно Ла курс бай Тур де Франс и Мадридский вызов Вуэльты.
Всего через неделю после этого SweetSpot получил известие о том, что Вуменс Туру было предоставлено место в Женском мировом шоссейном календаре UCI на май 2014 года с наивысшей возможной на тот момент категорией 2.1. Это сразу поставило гонку в один ряд с лучшими женскими гонками в мире. Первое издание имело широко признанный успех, привлекло лучших гонщиков и команды мира, а также широкое освещение женского велоспорта в СМИ в Великобритании.
После дебютного издания прошедшего в мае, с 2015 года время проведение гонки перемесилось на середину июня, и с тех пор не менялось. Исключением стал только 2021 год, когда в феврале из-за пандемии COVID-19 гонка была перенесена на октябрь.
С 2015 года в официальное название гонки стало добавляться название главного спонсора. Сначала это была страховая компания Aviva которую в 2017 году её сменила энергетическая компания OVO Energy. При этом в социальных сетях гонка сохраняет свое первоначальное название.
В 2016 году вошла в календарь только что созданного Женского мирового тура UCI.
В марте 2020 года компания SweetSpot объявила, что запланированная в июне гонка была отложена из-за пандемии COVID-19. Она должна была стартовать в Бистере и финишировать Суффолке. Организаторы заявили, что они «надеются совместно с UCI и British Cycling найти альтернативную дату в международном велокалендаре для проведения гонки, если позволят условия». 4 мая 2020 года гонка была отменен.
Гонка 2023 года была анонсирована 9 марта, однако SweetSpot предупредил о финансовых проблемах из-за увеличения затрат и снижения спонсорских доходов. За два месяца до старта, 31 марта, гонка была отменена.

### Маршрут
Изначально маршрут проходил проходил только по территории Англии и состоял из пяти этапов. В 2017 году впервые гонка финишировал в Лондоне С 2018 года маршрут стал также проходить и в Уэльсе, где в том же году прошёл заключительный этап между Долгеллай и Колуин-Бей. В 2019 году дистанция увеличилась до шести этапов.

### Майки
На каждой гонке присутствует пять маек для лидеров классификаций. Их цвета регулярно меняются после смены спонсоров соответствующих классификаций. С 2018 года лидер очковой классификации носит розовую майку которая связана с розовой лентой (англ. pink ribbon), символом фонда борьбы с раком груди. Помимо этого чуть ранее фонд также выступил с инициативой связать всех участвующих гонщиц с жертвами рака груди: каждая гонщица получает розовую ленту с персональным сообщение написанным кем-то у кого диагностирован рак груди с которой едет на гонке, обычно вплетая её в волосы.

## Призёры
| Год  | Победитель          | Второй            | Третий              |          |
| ---- | ------------------- | ----------------- | ------------------- | -------- |
| 2014 | Марианна Вос        | Эмма Юханссон     | Росселла Ратто      |          |
| 2015 | Лиза Бреннауэр      | Жольен Д'Ор       | Кристине Маерус     |          |
| 2016 | Элизабет Армитстед  | Эшли Молман       | Элиза Лонго Боргини |          |
| 2017 | Катажина Невядома   | Кристине Маерус   | Ханна Барнс         |          |
| 2018 | Корин Ривера        | Марианна Вос      | Даниель Роу         |          |
| 2019 | Элизабет Дейнан     | Катажина Невядома | Эми Питерс          |          |
| 2020 | отменено            | отменено          | отменено            | отменено |
| 2021 | Деми Воллеринг      | Жюльетт Лабу      | Клара Коппони       |          |
| 2022 | Элиза Лонго Боргини | Грейс Браун       | Катажина Невядома   |          |
| 2023 | отменено            | отменено          | отменено            | отменено |
| 2024 | Лотте Копеки        | Анна Хендерсон    | Кристине Маерус     |          |
| 2025 | Элли Уолластон      | Кэт Фергюсон      | Карлейн Свинкелс    |          |